# Share The Love
「Share The Love」（シェア・ザ・ラブ）は2011年8月3日にリリースされたaccessの19thシングル。発売元はDarwin Record。

## 概要
累計売上は1.2万枚を記録し、オリコン週間インディーズチャートでは2作連続で最高位1位を獲得。同年間インディーズチャートでは10位を記録した。A盤とB盤の2形態で発売され、それぞれカップリング曲が異なる。A盤には新曲「Keep It」「Ride Up For The Shiny Way」が、B盤には2010年7月から8月にかけて行われた「access TOUR 2010 -STREAM-」で演奏された「Keep It」のライブアレンジ版と前作「Higher Than Dark Sky」のピアノアレンジが、それぞれ収録されている。

## 収録曲

### A盤
1. Share The Love
  - 作詞：貴水博之　作曲/編曲：浅倉大介
2. Keep It
  - 作詞/作曲/編曲：AXS
3. Ride Up For The Shiny Way
  - 作詞：貴水博之　作曲/編曲：浅倉大介

### B盤
1. Share The Love
2. Keep It (2010 Version)
3. Higher Than Dark Sky (Piano Version)
  - 作詞：小室みつ子　作曲/編曲：浅倉大介